# UAZ-451
Der UAZ-451 (russisch УАЗ-451) ist ein Kleintransporter des sowjetischen Herstellers Uljanowski Awtomobilny Sawod (kurz UAZ) aus Uljanowsk. Das Fahrzeug wurde Ende der 1950er-Jahre aus dem UAZ-450 heraus entwickelt und unterschied sich zunächst nur durch den fehlenden Allradantrieb. Die Serienproduktion begann 1961 und endete, mit Ausnahme einiger Spezialfahrzeuge, 1982. In diesem Zeitraum entstanden etwa 83.500 Exemplare, bevor das Modell ersatzlos eingestellt wurde. Der UAZ-451 war Basis für unterschiedliche Modellvarianten und das zweite selbst entwickelte Serienfahrzeug des Herstellers. Anders als bei dem Modell mit Allradantrieb gab es jedoch werksseitig keine Kleinbusse oder Krankenwagen.

## Fahrzeuggeschichte
Im Jahr 1958, etwa mit Beginn der Serienfertigung des UAZ-450, ging im Herstellerwerk in Uljanowsk ein neuer Entwicklungsauftrag ein. Dieser war sehr vage formuliert und beinhaltete im Wesentlichen, einen Kleintransporter nach dem Vorbild des UAZ-450 mit einer Nutzlast von 1 bis 1,1 Tonnen zu entwickeln, der nur über Hinterradantrieb verfügen sollte. Tatsächlich stellte sich die Konstruktion des UAZ-450 als wenig günstig heraus. Die Vorderachse war durch den darüber liegenden Motor stets stark belastet, insbesondere ohne größere Zuladung auf der Hinterachse war das Fahrverhalten eher schlecht. Der Rahmen des Geländewagens GAZ-69, der für den Lieferwagen übernommen worden war, war wenig tauglich für die Konstruktion. So fiel schon früh die Entscheidung einen neuen Fahrzeugrahmen zu entwickeln. Noch 1958 wurden zwei Prototypen auf Basis des UAZ-450 gebaut, einer mit Frontantrieb und einer mit Hinterradantrieb. Allerdings war bei beiden Exemplaren die Gewichtsverteilung nach wie vor mangelhaft und sie wurden nicht für die Produktion genehmigt.
Bis 1959 wurden neue Prototypen gefertigt, die anschließend in die Erprobung gingen. Die Problematik der Gewichtsverteilung konnte weitgehend gelöst werden. Außerdem wurde das Fahrzeug so weit wie möglich mit dem UAZ-450 vereinheitlicht, um auf möglichst viele Serienteile des schon in Produktion befindlichen Fahrzeugs zurückgreifen zu können. Die ersten Serienfahrzeuge vom Typ UAZ-451 wurden 1961 gefertigt und erhielten noch die Karosserie, das Dreiganggetriebe und den Motor des UAZ-450. 1962/63 wurde das Logo der Fahrzeuge hin zur noch heute verwendeten Variante geändert.
Als der UAZ-450 im Jahr 1965 durch den UAZ-452 ersetzt wurde, wurde auch der UAZ-451 überarbeitet. Optisch wurden beide Fahrzeuge angeglichen. Außerdem wurde das Schaltgetriebe mit drei Gängen durch eines mit vier Gängen ersetzt. Auch der Motor wurde getauscht. Der aufgebohrte Vierzylinder aus dem GAZ-69 wurde durch einen leicht modifizierten Wolgamotor ersetzt, wie er im GAZ-M21 Wolga Verwendung fand. Er leistete 70 statt zuvor 62 PS bei nahezu dem gleichen Hubraum von 2,4 Litern. Gegenüber dem Motor aus dem Personenwagen gab es Modifikationen an der Ölwanne, den Kipphebeln und dem Thermostat. Der Motor wurde teilweise auch als „UAZ-451“ bezeichnet, später aber in „UMZ-451“ umbenannt. UMZ steht dabei für das Uljanowski Motorny Sawod, das die Triebwerke ab 1969 fertigte. Im Zuge der Überarbeitung stieg außerdem die Nutzlast der Pritschenversion von 800 auf 1000 kg und die Fahrzeugbezeichnungen wurden durch ein M für modernisiert erweitert (UAZ-451M, UAZ-451DM usw.).
1971 wurde der Motor überarbeitet und von da an als UMZ-451M bezeichnet. Er leistete nun 75 PS (55 kW) und wurde nahezu baugleich auch im UAZ-469 verwendet. Während der Produktionszeit wurden zudem immer wieder kleinere Verbesserungen vorgenommen. Die Autos erhielten größere Rückspiegel, 1979 wurden die Lichtanlage und die Stoßdämpfer überarbeitet. Eine Modernisierung der Produktionsanlagen hätte schon Mitte der 1970er-Jahre stattfinden sollen, verzögerte sich aber immer wieder. Einige späte Exemplare des UAZ-451DM wurden noch mit 78-PS-Motoren vom Typ UMZ-414 ausgeliefert. 1982 wurde die Produktion aller Serienfahrzeuge eingestellt und ab diesem Zeitpunkt nur noch der UAZ-452 mit Allradantrieb gebaut. Insgesamt liefen 83.449 UAZ-451 aller Modifikationen von den Bändern. Bis 1985 fertigte ein Werk in Moskau noch den UAZ-3801, ein Elektrofahrzeug auf Basis des UAZ-451, von dem aber nur 65 Exemplare entstanden.
Aufgrund der kurzen Fahrerkabine gab es bei allen Varianten mit Pritsche das Problem, dass der vierte Zylinder für die Wartung sehr schlecht zu erreichen ist, weil er teilweise unter der Rückwand der Kabine liegt. Den Konstrukteuren fiel das Problem zu spät auf, der Wagen wurde so in die Serienfertigung übernommen. In diesem Detail gab es bis zum Produktionsende 1982 auch keine Überarbeitung.

## Modellvarianten
Vom UAZ-450 gab es unterschiedliche Ausführungen, die sich hauptsächlich durch die Ausstattung bzw. den Aufbau unterschieden.
- UAZ-451 – Grundversion als geschlossener Kastenwagen, gebaut von 1961 bis 1965/66.
- UAZ-451A – Prototyp eines Krankenwagens, gebaut 1960. Da die Sowjetarmee an einem Fahrzeug ohne Allradantrieb kein Interesse hatte und im zivilen Bereich der RAF-977 aus der Rigaer Autobusfabrik zur Verfügung stand, wurde dieses Modell nie in Serie gebaut.
- UAZ-451W – Prototyp eines Kleinbusses mit 8 + 1 Sitzplätzen, ringsum verglast. Gebaut 1958 und bis 1961 erprobt, jedoch aus den gleichen Gründen wie der UAZ-451A nie in die Serienfertigung übernommen.
- UAZ-451D – Pritschenwagen für 800 kg Nutzlast, gebaut von 1961 bis 1966.
- UAZ-451S – Prototyp eines Schneemobils mit der Karosserie des UAZ-451D. Die Hinterräder wurden durch Gummiketten und die Vorderräder durch Skier ersetzt. Start des Projektes war 1960, Tests erfolgten 1963 und 1966. Nie in Serie gebaut.
- UAZ-461D – Prototyp für 1200 oder 1500 kg Nutzlast. Ziel war es, die Lücke zum größeren GAZ-52 zu schließen. Da die komplette Konstruktion hätte überarbeitet werden müssen, wurde Anfang der 1960er-Jahre von dem Projekt Abstand genommen. Wahrscheinlich wurde nicht einmal ein Prototyp gefertigt.
- UAZ-451M – Überarbeiteter und ab 1965 in Serie gebauter Kleintransporter mit geschlossenem Kasten. Der Antriebsstrang wurde überarbeitet, ein neuer Motor eingebaut (baugleich mit dem des GAZ-M21 Wolga) und die Karosserie mit dem UAZ-452 vereinheitlicht. Gebaut bis zum Produktionsende 1982.
- UAZ-451DM – Überarbeiteter Pritschenwagen, die Änderungen entsprechen jenen am UAZ-451M.
- UAZ-451S2 – Modernisiertes Schneemobil, gebaut 1968, nie in Serie gegangen.
- UAZ-451MI – Elektrofahrzeug mit 15 kW Nennleistung, gebaut 1974 in einem Werk in Moskau. 1979 wurden etwa 2500 km Probefahrt unternommen, zu einer Serienfertigung kam es nicht. Fünf Prototypen wurden gebaut. Die Erkenntnisse daraus flossen in den Bau des UAZ-3801.
- UAZ-3304 – Der insgesamt dritte Versuch von UAZ, ein Modell mit höherer Nutzlast zu entwickeln. 1976 wurde auf Anweisung die Arbeit an einem Lieferwagen mit 1200 kg Nutzlast wieder aufgenommen. Es wurden sowohl Modelle mit Front- als auch Hinterradantrieb entwickelt, zu einer Serienfertigung kam es nie. Das Brjanski Awtomobilny Sawod griff die Pläne später wieder auf, der Zerfall der Sowjetunion verhinderte dort aber eine Großserienfertigung.
- UAZ-3801 – Letztes Elektrofahrzeug auf Basis des UAZ-451, gebaut von 1980 bis 1985 in Moskau. Insgesamt wurden 65 Stück gefertigt, die bis 1987 betrieben wurden. Ein Fahrzeug ist heute museal erhalten.

Auf Basis des UAZ-451 baute das Luzki Maschinostroitelny Sawod (deutsch Luzker Maschinenbauwerk) ab 1965 den LuMZ-946, einen Kühlwagen für 375 kg Nutzlast. Ab 1966 basierte das Fahrzeug auf dem überarbeiteten UAZ-451M, die Nutzlast wurde auf 575 kg gesteigert. Die Kühlwagen wurden mindestens bis 1971 produziert und waren für einen Temperaturbereich von −2 bis +4 °C ausgelegt.

## Technische Daten
Für die Serienfahrzeuge vom Typ UAZ-451D (Pritschenwagen) der ersten Generation, jedoch bereits mit neuem Motor, soweit nicht anders gekennzeichnet.
- Motor: Viertakt-R4-Ottomotor, wassergekühlt
- Motortyp: „ZMZ-451“
- Leistung: 70 PS (51 kW) bei 4000 min−1
- Ventilsteuerung: hängende Ventile
- Gemischaufbereitung: Vergaser, Typ K-22I
- Hubraum: 2445 cm³
- Bohrung: 92,0 mm
- Hub: 92,0 mm
- maximales Drehmoment: 167 Nm bei 2000 min−1
- Zündfolge: 1–2–4–3
- Verdichtung: 6,7:1
- Treibstoff: Benzin, mindestens 72 Oktan
- Tankinhalt: 56 l
- Treibstoffverbrauch: 12,0 l bei 40 km/h
- Kupplung: Einscheiben-Trockenkupplung
- Getriebe: mechanisches Vierganggetriebe mit Rückwärtsgang
- Höchstgeschwindigkeit: 95 km/h
- Bordspannung: 12 V
- Lichtmaschine: Typ G12, 20 A, 250 W
- Anlasser: Typ 6-ST-54
- Antriebsformel: 4×2

Abmessungen und Gewichte
- Länge: 4460 mm
- Breite: 2044 mm
- Höhe: 2020 mm
- Radstand: 2300 mm
- Spurweite vorne und hinten: 1442 mm
- Höhe der Ladekante: 1005 mm
- Abmessungen Pritsche (innen, L×B×H): 2600 × 1870 × 420 mm
- Bodenfreiheit: 220 mm
- Wendekreis: 13,6 m
- Reifengröße: 8,40–15″
- Leergewicht: 1500 kg
- Zuladung: 800 kg (Pritsche) + 150 kg (im Fahrerhaus), UAZ-451DM: 1000 + 150 kg
- zulässiges Gesamtgewicht: 2450 kg, UAZ-451DM: 2660 kg
- Achslast vorne: 1050 kg
- Achslast hinten: 1400 kg